# Podandrogyne gracilis
Podandrogyne gracilis är en paradisblomsterväxtart som först beskrevs av José Jéronimo Triana och Planch., och fick sitt nu gällande namn av R. E.Woodson. Podandrogyne gracilis ingår i släktet Podandrogyne och familjen paradisblomsterväxter. Inga underarter finns listade i Catalogue of Life.